# Väino Treksler
Väino Treksler (* 19. März 1954 in Paide) ist ein ehemaliger estnischer Radrennfahrer und nationaler Meister im Radsport.

## Sportliche Laufbahn
Treksler war im Straßenradsport und im Bahnradsport aktiv. Er begann 1965 mit dem Radsport. 1976 gewann er die nationale Meisterschaft im Straßenrennen. Insgesamt gewann er von 1976 bis 1978 sechsmal estnische Meistertitel im Straßenradsport. In der Baltic-Rundfahrt gewann er 1977 die Gesamtwertung, 1978 wurde er Zweiter. Von 1979 bis 1986 war er Trainer im Radsport, danach Produktionsarbeiter. Treksler lebt und arbeitet seit 1991 in Toronto.